# Europaspiele 2023/Basketball
Bei den Europaspielen 2023 wurden zwei Turniere im 3×3-Basketball ausgetragen.

## Bilanz

### Medaillenspiegel
| Platz  | Land       | Gold | Silber | Bronze | Gesamt |
| ------ | ---------- | ---- | ------ | ------ | ------ |
| 1      | Lettland   | 1    | —      | —      | 1      |
| 1      | Litauen    | 1    | —      | —      | 1      |
| 3      | Belgien    | —    | 1      | —      | 1      |
| 3      | Frankreich | —    | 1      | —      | 1      |
| 5      | Polen      | —    | —      | 1      | 1      |
| 5      | Spanien    | —    | —      | 1      | 1      |
| Gesamt | Gesamt     | 2    | 2      | 2      | 6      |

### Medaillengewinner
| Disziplin | Gold                                                                          | Silber                                                                    | Bronze                                                                  |
| --------- | ----------------------------------------------------------------------------- | ------------------------------------------------------------------------- | ----------------------------------------------------------------------- |
| Männer    | LettlandKārlis Apsītis Kristaps Gludītis Francis Lācis Zigmārs Raimo          | BelgienCaspar Augustijnen Bryan De Valck Dennis Donkor Thibaut Vervoort   | PolenAdrian Bogucki Szymon Rduch Mateusz Szlachetka Przemysław Zamojski |
| Frauen    | LitauenGiedrė Labuckienė Kamilė Nacickaitė Martyna Petrėnaitė Gabrielė Šulskė | FrankreichMyriam Djekoundade Hortense Lumouzin Marie Mané Anna Ngo Ndjock | SpanienAlba Prieto Helena Oma Natalia Rodríguez Cecilia Muhate          |

## Männer

### Vorrunde

#### Gruppe A
| Platz | Nation      | Spiele | Siege | Ndlg. | Körbe | Diff. | Ø Punkte |
| ----- | ----------- | ------ | ----- | ----- | ----- | ----- | -------- |
| 1.    | Polen       | 3      | 2     | 1     | 61:56 | +5    | 20,3     |
| 2.    | Deutschland | 3      | 2     | 1     | 58:56 | +2    | 19,3     |
| 3.    | Estland     | 3      | 2     | 1     | 54:55 | −1    | 18,0     |
| 4.    | Serbien     | 3      | 0     | 3     | 50:56 | −6    | 16,7     |

| 21. Juni 2023 15:20 Uhr |                     | Serbien | 16 – 17                 | Estland | Cracovia Arena Schiedsrichter: Karolina Radinović (MNE), Michail Vanglovskij (LTU) |
| 21. Juni 2023 15:20 Uhr |                     |         |                         |         | Cracovia Arena Schiedsrichter: Karolina Radinović (MNE), Michail Vanglovskij (LTU) |
| 21. Juni 2023 15:20 Uhr | Punkte: Milaković 9 |         | Punkte: Kivi, Metsalu 5 |         | Cracovia Arena Schiedsrichter: Karolina Radinović (MNE), Michail Vanglovskij (LTU) |
| 21. Juni 2023 15:20 Uhr |                     |         |                         |         | Cracovia Arena Schiedsrichter: Karolina Radinović (MNE), Michail Vanglovskij (LTU) |

| 21. Juni 2023 15:45 Uhr |                 | Deutschland | 21 – 20             | Polen | Cracovia Arena Schiedsrichter: Karolina Radinović (MNE), Darius Šomka (LTU) |
| 21. Juni 2023 15:45 Uhr |                 |             |                     |       | Cracovia Arena Schiedsrichter: Karolina Radinović (MNE), Darius Šomka (LTU) |
| 21. Juni 2023 15:45 Uhr | Punkte: Geske 8 |             | Punkte: Zamojski 10 |       | Cracovia Arena Schiedsrichter: Karolina Radinović (MNE), Darius Šomka (LTU) |
| 21. Juni 2023 15:45 Uhr |                 |             |                     |       | Cracovia Arena Schiedsrichter: Karolina Radinović (MNE), Darius Šomka (LTU) |

| 21. Juni 2023 17:10 Uhr |                     | Serbien | 16 – 19           | Deutschland | Cracovia Arena Schiedsrichter: Karolina Radinović (MNE), Michail Vanglovskij (LTU) |
| 21. Juni 2023 17:10 Uhr |                     |         |                   |             | Cracovia Arena Schiedsrichter: Karolina Radinović (MNE), Michail Vanglovskij (LTU) |
| 21. Juni 2023 17:10 Uhr | Punkte: Milaković 8 |         | Punkte: Agyeman 9 |             | Cracovia Arena Schiedsrichter: Karolina Radinović (MNE), Michail Vanglovskij (LTU) |
| 21. Juni 2023 17:10 Uhr |                     |         |                   |             | Cracovia Arena Schiedsrichter: Karolina Radinović (MNE), Michail Vanglovskij (LTU) |

| 21. Juni 2023 17:35 Uhr |                  | Estland | 17 – 21           | Polen | Cracovia Arena Schiedsrichter: Darius Šomka (LTU), Veronika Malčeková (SVK) |
| 21. Juni 2023 17:35 Uhr |                  |         |                   |       | Cracovia Arena Schiedsrichter: Darius Šomka (LTU), Veronika Malčeková (SVK) |
| 21. Juni 2023 17:35 Uhr | Punkte: Puidet 8 |         | Punkte: Bogucki 8 |       | Cracovia Arena Schiedsrichter: Darius Šomka (LTU), Veronika Malčeková (SVK) |
| 21. Juni 2023 17:35 Uhr |                  |         |                   |       | Cracovia Arena Schiedsrichter: Darius Šomka (LTU), Veronika Malčeková (SVK) |

| 23. Juni 2023 21:10 Uhr |                 | Deutschland | 18 – 20            | Estland | Cracovia Arena Schiedsrichter: Borka Srdić (SLO), Michail Vanglovskij (LTU) |
| 23. Juni 2023 21:10 Uhr |                 |             |                    |         | Cracovia Arena Schiedsrichter: Borka Srdić (SLO), Michail Vanglovskij (LTU) |
| 23. Juni 2023 21:10 Uhr | Punkte: Geske 9 |             | Punkte: Metsalu 11 |         | Cracovia Arena Schiedsrichter: Borka Srdić (SLO), Michail Vanglovskij (LTU) |
| 23. Juni 2023 21:10 Uhr |                 |             |                    |         | Cracovia Arena Schiedsrichter: Borka Srdić (SLO), Michail Vanglovskij (LTU) |

| 23. Juni 2023 21:35 Uhr |                   | Polen | 20 – 18             | Serbien | Cracovia Arena Schiedsrichter: Michail Vanglovskij (LTU), Karolina Radinović (MNE) |
| 23. Juni 2023 21:35 Uhr |                   |       |                     |         | Cracovia Arena Schiedsrichter: Michail Vanglovskij (LTU), Karolina Radinović (MNE) |
| 23. Juni 2023 21:35 Uhr | Punkte: Bogucki 9 |       | Punkte: Milaković 7 |         | Cracovia Arena Schiedsrichter: Michail Vanglovskij (LTU), Karolina Radinović (MNE) |
| 23. Juni 2023 21:35 Uhr |                   |       |                     |         | Cracovia Arena Schiedsrichter: Michail Vanglovskij (LTU), Karolina Radinović (MNE) |

#### Gruppe B
| Platz | Nation     | Spiele | Siege | Ndlg. | Körbe | Diff. | Ø Punkte |
| ----- | ---------- | ------ | ----- | ----- | ----- | ----- | -------- |
| 1.    | Österreich | 3      | 3     | 0     | 64:47 | +17   | 21,3     |
| 2.    | Litauen    | 3      | 2     | 1     | 62:53 | +9    | 20,7     |
| 3.    | Rumänien   | 3      | 1     | 2     | 47:63 | −16   | 15,7     |
| 4.    | Schweiz    | 3      | 0     | 3     | 54:64 | −10   | 18,0     |

| 21. Juni 2023 10:20 Uhr |                   | Litauen | 22 – 13                 | Rumänien | Cracovia Arena Schiedsrichter: Henning Frölich (GER), Borka Srdić (SLO) |
| 21. Juni 2023 10:20 Uhr |                   |         |                         |          | Cracovia Arena Schiedsrichter: Henning Frölich (GER), Borka Srdić (SLO) |
| 21. Juni 2023 10:20 Uhr | Punkte: Razutis 9 |         | Punkte: Solopa, Chițu 5 |          | Cracovia Arena Schiedsrichter: Henning Frölich (GER), Borka Srdić (SLO) |
| 21. Juni 2023 10:20 Uhr |                   |         |                         |          | Cracovia Arena Schiedsrichter: Henning Frölich (GER), Borka Srdić (SLO) |

| 21. Juni 2023 10:45 Uhr |                      | Österreich | 21 – 16                    | Schweiz | Cracovia Arena Schiedsrichter: Marcell Földesi (HUN), Henning Frölich (GER) |
| 21. Juni 2023 10:45 Uhr |                      |            |                            |         | Cracovia Arena Schiedsrichter: Marcell Földesi (HUN), Henning Frölich (GER) |
| 21. Juni 2023 10:45 Uhr | Punkte: Linortner 10 |            | Punkte: Lehmann, Molteni 5 |         | Cracovia Arena Schiedsrichter: Marcell Földesi (HUN), Henning Frölich (GER) |
| 21. Juni 2023 10:45 Uhr |                      |            |                            |         | Cracovia Arena Schiedsrichter: Marcell Földesi (HUN), Henning Frölich (GER) |

| 21. Juni 2023 12:10 Uhr |                  | Rumänien | 21 – 20           | Schweiz | Cracovia Arena Schiedsrichter: Henning Frölich (GER), Katarzyna Zuchowicz (POL) |
| 21. Juni 2023 12:10 Uhr |                  |          |                   |         | Cracovia Arena Schiedsrichter: Henning Frölich (GER), Katarzyna Zuchowicz (POL) |
| 21. Juni 2023 12:10 Uhr | Punkte: Solopa 9 |          | Punkte: Lehmann 8 |         | Cracovia Arena Schiedsrichter: Henning Frölich (GER), Katarzyna Zuchowicz (POL) |
| 21. Juni 2023 12:10 Uhr |                  |          |                   |         | Cracovia Arena Schiedsrichter: Henning Frölich (GER), Katarzyna Zuchowicz (POL) |

| 21. Juni 2023 12:35 Uhr |                                 | Litauen | 18 – 22           | Österreich | Cracovia Arena Schiedsrichter: Marcell Földesi (HUN), Katarzyna Zuchowicz (POL) |
| 21. Juni 2023 12:35 Uhr |                                 |         |                   |            | Cracovia Arena Schiedsrichter: Marcell Földesi (HUN), Katarzyna Zuchowicz (POL) |
| 21. Juni 2023 12:35 Uhr | Punkte: Krämer, Kaltenbrunner 6 |         | Punkte: Vaitkus 6 |            | Cracovia Arena Schiedsrichter: Marcell Földesi (HUN), Katarzyna Zuchowicz (POL) |
| 21. Juni 2023 12:35 Uhr |                                 |         |                   |            | Cracovia Arena Schiedsrichter: Marcell Földesi (HUN), Katarzyna Zuchowicz (POL) |

| 23. Juni 2023 14:20 Uhr |                      | Österreich | 21 – 13          | Rumänien | Cracovia Arena Schiedsrichter: Veronika Malčeková (SVK), Katarzyna Zuchowicz (POL) |
| 23. Juni 2023 14:20 Uhr |                      |            |                  |          | Cracovia Arena Schiedsrichter: Veronika Malčeková (SVK), Katarzyna Zuchowicz (POL) |
| 23. Juni 2023 14:20 Uhr | Punkte: Linortner 11 |            | Punkte: Solopa 8 |          | Cracovia Arena Schiedsrichter: Veronika Malčeková (SVK), Katarzyna Zuchowicz (POL) |
| 23. Juni 2023 14:20 Uhr |                      |            |                  |          | Cracovia Arena Schiedsrichter: Veronika Malčeková (SVK), Katarzyna Zuchowicz (POL) |

| 23. Juni 2023 14:45 Uhr |                  | Schweiz | 18 – 22           | Litauen | Cracovia Arena Schiedsrichter: Marcell Földesi (HUN), Katarzyna Zuchowicz (POL) |
| 23. Juni 2023 14:45 Uhr |                  |         |                   |         | Cracovia Arena Schiedsrichter: Marcell Földesi (HUN), Katarzyna Zuchowicz (POL) |
| 23. Juni 2023 14:45 Uhr | Punkte: Martin 8 |         | Punkte: Vaitkus 7 |         | Cracovia Arena Schiedsrichter: Marcell Földesi (HUN), Katarzyna Zuchowicz (POL) |
| 23. Juni 2023 14:45 Uhr |                  |         |                   |         | Cracovia Arena Schiedsrichter: Marcell Földesi (HUN), Katarzyna Zuchowicz (POL) |

#### Gruppe C
| Platz | Nation      | Spiele | Siege | Ndlg. | Körbe | Diff. | Ø Punkte |
| ----- | ----------- | ------ | ----- | ----- | ----- | ----- | -------- |
| 1.    | Tschechien  | 3      | 3     | 0     | 61:49 | +12   | 20,3     |
| 2.    | Israel      | 3      | 2     | 1     | 58:45 | +13   | 19,3     |
| 3.    | Frankreich  | 3      | 1     | 2     | 54:56 | −2    | 18,0     |
| 4.    | Niederlande | 3      | 0     | 3     | 39:62 | −23   | 13,0     |

| 22. Juni 2023 19:20 Uhr |                     | Niederlande | 16 – 21           | Tschechien | Cracovia Arena Schiedsrichter: Karolina Radinović (MNE), Henning Frölich (GER) |
| 22. Juni 2023 19:20 Uhr |                     |             |                   |            | Cracovia Arena Schiedsrichter: Karolina Radinović (MNE), Henning Frölich (GER) |
| 22. Juni 2023 19:20 Uhr | Punkte: Thelissen 8 |             | Punkte: Svoboda 9 |            | Cracovia Arena Schiedsrichter: Karolina Radinović (MNE), Henning Frölich (GER) |
| 22. Juni 2023 19:20 Uhr |                     |             |                   |            | Cracovia Arena Schiedsrichter: Karolina Radinović (MNE), Henning Frölich (GER) |

| 22. Juni 2023 19:45 Uhr |                    | Frankreich | 18 – 20         | Israel | Cracovia Arena Schiedsrichter: Michail Vanglovskij (LTU), Borka Srdić (SLO) |
| 22. Juni 2023 19:45 Uhr |                    |            |                 |        | Cracovia Arena Schiedsrichter: Michail Vanglovskij (LTU), Borka Srdić (SLO) |
| 22. Juni 2023 19:45 Uhr | Punkte: Aygalenq 7 |            | Punkte: Altit 6 |        | Cracovia Arena Schiedsrichter: Michail Vanglovskij (LTU), Borka Srdić (SLO) |
| 22. Juni 2023 19:45 Uhr |                    |            |                 |        | Cracovia Arena Schiedsrichter: Michail Vanglovskij (LTU), Borka Srdić (SLO) |

| 22. Juni 2023 21:10 Uhr |                   | Tschechien | 19 – 16         | Israel | Cracovia Arena Schiedsrichter: Borka Srdić (SLO), Karolina Radinović (MNE) |
| 22. Juni 2023 21:10 Uhr |                   |            |                 |        | Cracovia Arena Schiedsrichter: Borka Srdić (SLO), Karolina Radinović (MNE) |
| 22. Juni 2023 21:10 Uhr | Punkte: Svoboda 9 |            | Punkte: Artzi 8 |        | Cracovia Arena Schiedsrichter: Borka Srdić (SLO), Karolina Radinović (MNE) |
| 22. Juni 2023 21:10 Uhr |                   |            |                 |        | Cracovia Arena Schiedsrichter: Borka Srdić (SLO), Karolina Radinović (MNE) |

| 22. Juni 2023 21:35 Uhr |                    | Niederlande | 15 – 19            | Frankreich | Cracovia Arena Schiedsrichter: Michail Vanglovskij (LTU), Henning Frölich (GER) |
| 22. Juni 2023 21:35 Uhr |                    |             |                    |            | Cracovia Arena Schiedsrichter: Michail Vanglovskij (LTU), Henning Frölich (GER) |
| 22. Juni 2023 21:35 Uhr | Punkte: Adetunji 6 |             | Punkte: Aygalenq 9 |            | Cracovia Arena Schiedsrichter: Michail Vanglovskij (LTU), Henning Frölich (GER) |
| 22. Juni 2023 21:35 Uhr |                    |             |                    |            | Cracovia Arena Schiedsrichter: Michail Vanglovskij (LTU), Henning Frölich (GER) |

| 23. Juni 2023 19:20 Uhr |                  | Frankreich | 17 – 21           | Tschechien | Cracovia Arena Schiedsrichter: Borka Srdić (SLO), Henning Frölich (GER) |
| 23. Juni 2023 19:20 Uhr |                  |            |                   |            | Cracovia Arena Schiedsrichter: Borka Srdić (SLO), Henning Frölich (GER) |
| 23. Juni 2023 19:20 Uhr | Punkte: Cauwet 8 |            | Punkte: Svoboda 8 |            | Cracovia Arena Schiedsrichter: Borka Srdić (SLO), Henning Frölich (GER) |
| 23. Juni 2023 19:20 Uhr |                  |            |                   |            | Cracovia Arena Schiedsrichter: Borka Srdić (SLO), Henning Frölich (GER) |

| 23. Juni 2023 19:45 Uhr |                  | Israel | 22 – 8              | Niederlande | Cracovia Arena Schiedsrichter: Michail Vanglovskij (LTU), Henning Frölich (GER) |
| 23. Juni 2023 19:45 Uhr |                  |        |                     |             | Cracovia Arena Schiedsrichter: Michail Vanglovskij (LTU), Henning Frölich (GER) |
| 23. Juni 2023 19:45 Uhr | Punkte: Artzi 10 |        | Punkte: Thelissen 4 |             | Cracovia Arena Schiedsrichter: Michail Vanglovskij (LTU), Henning Frölich (GER) |
| 23. Juni 2023 19:45 Uhr |                  |        |                     |             | Cracovia Arena Schiedsrichter: Michail Vanglovskij (LTU), Henning Frölich (GER) |

#### Gruppe D
| Platz | Nation    | Spiele | Siege | Ndlg. | Körbe | Diff. | Ø Punkte |
| ----- | --------- | ------ | ----- | ----- | ----- | ----- | -------- |
| 1.    | Lettland  | 3      | 2     | 1     | 60:49 | +11   | 20,0     |
| 2.    | Belgien   | 3      | 2     | 1     | 58:43 | +15   | 19,3     |
| 3.    | Spanien   | 3      | 1     | 2     | 47:59 | −12   | 15,7     |
| 4.    | Slowenien | 3      | 1     | 2     | 46:60 | −14   | 15,3     |

| 22. Juni 2023 14:20 Uhr |                   | Belgien | 21 – 8          | Slowenien | Cracovia Arena Schiedsrichter: Marcell Földesi (HUN), Veronika Malčeková (SVK) |
| 22. Juni 2023 14:20 Uhr |                   |         |                 |           | Cracovia Arena Schiedsrichter: Marcell Földesi (HUN), Veronika Malčeková (SVK) |
| 22. Juni 2023 14:20 Uhr | Punkte: Donkor 14 |         | Punkte: Ličen 3 |           | Cracovia Arena Schiedsrichter: Marcell Földesi (HUN), Veronika Malčeková (SVK) |
| 22. Juni 2023 14:20 Uhr |                   |         |                 |           | Cracovia Arena Schiedsrichter: Marcell Földesi (HUN), Veronika Malčeková (SVK) |

| 22. Juni 2023 14:45 Uhr |                  | Lettland | 21 – 12             | Spanien | Cracovia Arena Schiedsrichter: Veronika Malčeková (SVK), Katarzyna Zuchowicz (POL) |
| 22. Juni 2023 14:45 Uhr |                  |          |                     |         | Cracovia Arena Schiedsrichter: Veronika Malčeková (SVK), Katarzyna Zuchowicz (POL) |
| 22. Juni 2023 14:45 Uhr | Punkte: Lācis 10 |          | Punkte: Mendicote 4 |         | Cracovia Arena Schiedsrichter: Veronika Malčeková (SVK), Katarzyna Zuchowicz (POL) |
| 22. Juni 2023 14:45 Uhr |                  |          |                     |         | Cracovia Arena Schiedsrichter: Veronika Malčeková (SVK), Katarzyna Zuchowicz (POL) |

| 22. Juni 2023 16:10 Uhr |                 | Slowenien | 17 – 21             | Spanien | Cracovia Arena Schiedsrichter: Darius Šomka (LTU), Marcell Földesi (HUN) |
| 22. Juni 2023 16:10 Uhr |                 |           |                     |         | Cracovia Arena Schiedsrichter: Darius Šomka (LTU), Marcell Földesi (HUN) |
| 22. Juni 2023 16:10 Uhr | Punkte: Ličen 6 |           | Punkte: Mendicote 8 |         | Cracovia Arena Schiedsrichter: Darius Šomka (LTU), Marcell Földesi (HUN) |
| 22. Juni 2023 16:10 Uhr |                 |           |                     |         | Cracovia Arena Schiedsrichter: Darius Šomka (LTU), Marcell Földesi (HUN) |

| 22. Juni 2023 16:35 Uhr |                   | Belgien | 16 – 21            | Lettland | Cracovia Arena Schiedsrichter: Veronika Malčeková (SVK), Katarzyna Zuchowicz (POL) |
| 22. Juni 2023 16:35 Uhr |                   |         |                    |          | Cracovia Arena Schiedsrichter: Veronika Malčeková (SVK), Katarzyna Zuchowicz (POL) |
| 22. Juni 2023 16:35 Uhr | Punkte: Donkor 11 |         | Punkte: Gludītis 9 |          | Cracovia Arena Schiedsrichter: Veronika Malčeková (SVK), Katarzyna Zuchowicz (POL) |
| 22. Juni 2023 16:35 Uhr |                   |         |                    |          | Cracovia Arena Schiedsrichter: Veronika Malčeková (SVK), Katarzyna Zuchowicz (POL) |

| 23. Juni 2023 16:10 Uhr |                    | Lettland | 18 – 21               | Slowenien | Cracovia Arena Schiedsrichter: Marcell Földesi (HUN), Katarzyna Zuchowicz (POL) |
| 23. Juni 2023 16:10 Uhr |                    |          |                       |           | Cracovia Arena Schiedsrichter: Marcell Földesi (HUN), Katarzyna Zuchowicz (POL) |
| 23. Juni 2023 16:10 Uhr | Punkte: Gludītis 7 |          | Punkte: Hirschmann 12 |           | Cracovia Arena Schiedsrichter: Marcell Földesi (HUN), Katarzyna Zuchowicz (POL) |
| 23. Juni 2023 16:10 Uhr |                    |          |                       |           | Cracovia Arena Schiedsrichter: Marcell Földesi (HUN), Katarzyna Zuchowicz (POL) |

| 23. Juni 2023 16:35 Uhr |                     | Spanien | 14 – 21             | Belgien | Cracovia Arena Schiedsrichter: Darius Šomka (LTU), Veronika Malčeková (SVK) |
| 23. Juni 2023 16:35 Uhr |                     |         |                     |         | Cracovia Arena Schiedsrichter: Darius Šomka (LTU), Veronika Malčeková (SVK) |
| 23. Juni 2023 16:35 Uhr | Punkte: Martínez 11 |         | Punkte: Vervoort 10 |         | Cracovia Arena Schiedsrichter: Darius Šomka (LTU), Veronika Malčeková (SVK) |
| 23. Juni 2023 16:35 Uhr |                     |         |                     |         | Cracovia Arena Schiedsrichter: Darius Šomka (LTU), Veronika Malčeková (SVK) |

### Finalrunde
|  | Viertelfinale | Viertelfinale | Viertelfinale |  |  | Halbfinale | Halbfinale  | Halbfinale |    |       | Spiel um Gold   | Spiel um Gold   | Spiel um Gold   |
|  |               |               |               |  |  |            |             |            |    |       |                 |                 |                 |
|  |               |               |               |  |  |            |             |            |    |       |                 |                 |                 |
|  | A1            | Polen         | 21            |  |  |            |             |            |    |       |                 |                 |                 |
|  | C2            | Israel        | 13            |  |  | A1         | Polen       | 19         |    |       |                 |                 |                 |
|  |               |               |               |  |  | D1         | Lettland    | 21         |    |       |                 |                 |                 |
|  | D1            | Lettland      | 21            |  |  |            |             |            |    |       |                 |                 |                 |
|  | B2            | Litauen       | 18            |  |  | D1         | Lettland    | 19         |    |       |                 |                 |                 |
|  |               |               |               |  |  |            | D2          | Belgien    | 11 |       |                 |                 |                 |
|  | B1            | Österreich    | 20            |  |  |            |             |            |    |       |                 |                 |                 |
|  | D2            | Belgien       | 21            |  |  | D2         | Belgien     | 21         |    |       |                 |                 |                 |
|  |               |               |               |  |  | A2         | Deutschland | 15         |    |       | Spiel um Bronze | Spiel um Bronze | Spiel um Bronze |
|  | C1            | Tschechien    | 13            |  |  |            |             |            | A1 | Polen | 21              |                 |                 |
|  | A2            | Deutschland   | 22            |  |  | A2         | Deutschland | 18         |    |       |                 |                 |                 |

#### Viertelfinale
| 24. Juni 2023 14:20 Uhr |                    | Polen | 21 – 13         | Israel | Cracovia Arena Schiedsrichter: Borka Srdić (SLO), Michail Vanglovskij (LTU) |
| 24. Juni 2023 14:20 Uhr |                    |       |                 |        | Cracovia Arena Schiedsrichter: Borka Srdić (SLO), Michail Vanglovskij (LTU) |
| 24. Juni 2023 14:20 Uhr | Punkte: Bogucki 12 |       | Punkte: Artzi 5 |        | Cracovia Arena Schiedsrichter: Borka Srdić (SLO), Michail Vanglovskij (LTU) |
| 24. Juni 2023 14:20 Uhr |                    |       |                 |        | Cracovia Arena Schiedsrichter: Borka Srdić (SLO), Michail Vanglovskij (LTU) |

| 24. Juni 2023 14:45 Uhr |                    | Lettland | 21 – 18          | Litauen | Cracovia Arena Schiedsrichter: Karolina Radinović (MNE), Henning Frölich (GER) |
| 24. Juni 2023 14:45 Uhr |                    |          |                  |         | Cracovia Arena Schiedsrichter: Karolina Radinović (MNE), Henning Frölich (GER) |
| 24. Juni 2023 14:45 Uhr | Punkte: Gludītis 9 |          | Punkte: Rasys 10 |         | Cracovia Arena Schiedsrichter: Karolina Radinović (MNE), Henning Frölich (GER) |
| 24. Juni 2023 14:45 Uhr |                    |          |                  |         | Cracovia Arena Schiedsrichter: Karolina Radinović (MNE), Henning Frölich (GER) |

| 24. Juni 2023 16:10 Uhr |                         | Österreich | 20 – 21             | Belgien | Cracovia Arena Schiedsrichter: Karolina Radinović (MNE), Darius Šomka (LTU) |
| 24. Juni 2023 16:10 Uhr |                         |            |                     |         | Cracovia Arena Schiedsrichter: Karolina Radinović (MNE), Darius Šomka (LTU) |
| 24. Juni 2023 16:10 Uhr | Punkte: Kaltenbrunner 9 |            | Punkte: Vervoort 15 |         | Cracovia Arena Schiedsrichter: Karolina Radinović (MNE), Darius Šomka (LTU) |
| 24. Juni 2023 16:10 Uhr |                         |            |                     |         | Cracovia Arena Schiedsrichter: Karolina Radinović (MNE), Darius Šomka (LTU) |

| 24. Juni 2023 16:35 Uhr |                   | Tschechien | 13 – 22                 | Deutschland | Cracovia Arena Schiedsrichter: Borka Srdić (SLO), Michail Vanglovskij (LTU) |
| 24. Juni 2023 16:35 Uhr |                   |            |                         |             | Cracovia Arena Schiedsrichter: Borka Srdić (SLO), Michail Vanglovskij (LTU) |
| 24. Juni 2023 16:35 Uhr | Punkte: Svoboda 7 |            | Punkte: Geske, Hecker 7 |             | Cracovia Arena Schiedsrichter: Borka Srdić (SLO), Michail Vanglovskij (LTU) |
| 24. Juni 2023 16:35 Uhr |                   |            |                         |             | Cracovia Arena Schiedsrichter: Borka Srdić (SLO), Michail Vanglovskij (LTU) |

#### Halbfinale
| 24. Juni 2023 19:20 Uhr |                   | Polen | 19 – 21         | Lettland | Cracovia Arena Schiedsrichter: Darius Šomka (LTU), Michail Vanglovskij (LTU) |
| 24. Juni 2023 19:20 Uhr |                   |       |                 |          | Cracovia Arena Schiedsrichter: Darius Šomka (LTU), Michail Vanglovskij (LTU) |
| 24. Juni 2023 19:20 Uhr | Punkte: Bogucki 7 |       | Punkte: Lācis 8 |          | Cracovia Arena Schiedsrichter: Darius Šomka (LTU), Michail Vanglovskij (LTU) |
| 24. Juni 2023 19:20 Uhr |                   |       |                 |          | Cracovia Arena Schiedsrichter: Darius Šomka (LTU), Michail Vanglovskij (LTU) |

| 24. Juni 2023 19:45 Uhr |                     | Belgien | 21 – 15         | Deutschland | Cracovia Arena Schiedsrichter: Darius Šomka (LTU), Michail Vanglovskij (LTU) |
| 24. Juni 2023 19:45 Uhr |                     |         |                 |             | Cracovia Arena Schiedsrichter: Darius Šomka (LTU), Michail Vanglovskij (LTU) |
| 24. Juni 2023 19:45 Uhr | Punkte: Vervoort 12 |         | Punkte: Geske 6 |             | Cracovia Arena Schiedsrichter: Darius Šomka (LTU), Michail Vanglovskij (LTU) |
| 24. Juni 2023 19:45 Uhr |                     |         |                 |             | Cracovia Arena Schiedsrichter: Darius Šomka (LTU), Michail Vanglovskij (LTU) |

#### Finale
| 24. Juni 2023 21:35 Uhr |                   | Lettland | 19 – 11          | Belgien | Cracovia Arena Schiedsrichter: Borka Srdić (SLO), Michail Vanglovskij (LTU) |
| 24. Juni 2023 21:35 Uhr |                   |          |                  |         | Cracovia Arena Schiedsrichter: Borka Srdić (SLO), Michail Vanglovskij (LTU) |
| 24. Juni 2023 21:35 Uhr | Punkte: Apsītis 8 |          | Punkte: Donkor 5 |         | Cracovia Arena Schiedsrichter: Borka Srdić (SLO), Michail Vanglovskij (LTU) |
| 24. Juni 2023 21:35 Uhr |                   |          |                  |         | Cracovia Arena Schiedsrichter: Borka Srdić (SLO), Michail Vanglovskij (LTU) |

#### Spiel um Bronze
| 24. Juni 2023 20:45 Uhr |                    | Polen | 21 – 18                   | Deutschland | Cracovia Arena Schiedsrichter: Karolina Radinović (MNE), Darius Šomka (LTU) |
| 24. Juni 2023 20:45 Uhr |                    |       |                           |             | Cracovia Arena Schiedsrichter: Karolina Radinović (MNE), Darius Šomka (LTU) |
| 24. Juni 2023 20:45 Uhr | Punkte: Bogucki 10 |       | Punkte: Agyeman, Hecker 6 |             | Cracovia Arena Schiedsrichter: Karolina Radinović (MNE), Darius Šomka (LTU) |
| 24. Juni 2023 20:45 Uhr |                    |       |                           |             | Cracovia Arena Schiedsrichter: Karolina Radinović (MNE), Darius Šomka (LTU) |

## Frauen

### Vorrunde

#### Gruppe A
| Platz | Nation     | Spiele | Siege | Ndlg. | Körbe | Diff. | Ø Punkte |
| ----- | ---------- | ------ | ----- | ----- | ----- | ----- | -------- |
| 1.    | Frankreich | 3      | 3     | 0     | 50:21 | +29   | 16,7     |
| 2.    | Tschechien | 3      | 2     | 1     | 48:41 | +7    | 16,0     |
| 3.    | Ungarn     | 3      | 1     | 2     | 43:51 | −8    | 14,3     |
| 4.    | Lettland   | 3      | 0     | 3     | 24:52 | −28   | 8,0      |

| 21. Juni 2023 14:30 Uhr |                    | Frankreich | 14 – 4            | Lettland | Cracovia Arena Schiedsrichter: Michail Vanglovskij (LTU), Veronika Malčeková (SVK) |
| 21. Juni 2023 14:30 Uhr |                    |            |                   |          | Cracovia Arena Schiedsrichter: Michail Vanglovskij (LTU), Veronika Malčeková (SVK) |
| 21. Juni 2023 14:30 Uhr | Punkte: Limouzin 7 |            | Punkte: Leimane 2 |          | Cracovia Arena Schiedsrichter: Michail Vanglovskij (LTU), Veronika Malčeková (SVK) |
| 21. Juni 2023 14:30 Uhr |                    |            |                   |          | Cracovia Arena Schiedsrichter: Michail Vanglovskij (LTU), Veronika Malčeková (SVK) |

| 21. Juni 2023 14:55 Uhr |                       | Ungarn | 15 – 21             | Tschechien | Cracovia Arena Schiedsrichter: Veronika Malčeková (SVK), Darius Šomka (LTU) |
| 21. Juni 2023 14:55 Uhr |                       |        |                     |            | Cracovia Arena Schiedsrichter: Veronika Malčeková (SVK), Darius Šomka (LTU) |
| 21. Juni 2023 14:55 Uhr | Punkte: Bach, Jáhni 5 |        | Punkte: Galíčková 9 |            | Cracovia Arena Schiedsrichter: Veronika Malčeková (SVK), Darius Šomka (LTU) |
| 21. Juni 2023 14:55 Uhr |                       |        |                     |            | Cracovia Arena Schiedsrichter: Veronika Malčeková (SVK), Darius Šomka (LTU) |

| 21. Juni 2023 16:20 Uhr |                   | Lettland | 12 – 18              | Tschechien | Cracovia Arena Schiedsrichter: Michail Vanglovskij (LTU), Veronika Malčeková (SVK) |
| 21. Juni 2023 16:20 Uhr |                   |          |                      |            | Cracovia Arena Schiedsrichter: Michail Vanglovskij (LTU), Veronika Malčeková (SVK) |
| 21. Juni 2023 16:20 Uhr | Punkte: Leimane 5 |          | Punkte: Galíčková 10 |            | Cracovia Arena Schiedsrichter: Michail Vanglovskij (LTU), Veronika Malčeková (SVK) |
| 21. Juni 2023 16:20 Uhr |                   |          |                      |            | Cracovia Arena Schiedsrichter: Michail Vanglovskij (LTU), Veronika Malčeková (SVK) |

| 21. Juni 2023 16:45 Uhr |                 | Frankreich | 22 – 8         | Ungarn | Cracovia Arena Schiedsrichter: Darius Šomka (LTU), Karolina Radinović (MNE) |
| 21. Juni 2023 16:45 Uhr |                 |            |                |        | Cracovia Arena Schiedsrichter: Darius Šomka (LTU), Karolina Radinović (MNE) |
| 21. Juni 2023 16:45 Uhr | Punkte: Mané 11 |            | Punkte: Bach 5 |        | Cracovia Arena Schiedsrichter: Darius Šomka (LTU), Karolina Radinović (MNE) |
| 21. Juni 2023 16:45 Uhr |                 |            |                |        | Cracovia Arena Schiedsrichter: Darius Šomka (LTU), Karolina Radinović (MNE) |

| 23. Juni 2023 20:20 Uhr |                | Ungarn | 20 – 8                     | Lettland | Cracovia Arena Schiedsrichter: Borka Srdić (SLO), Karolina Radinović (MNE) |
| 23. Juni 2023 20:20 Uhr |                |        |                            |          | Cracovia Arena Schiedsrichter: Borka Srdić (SLO), Karolina Radinović (MNE) |
| 23. Juni 2023 20:20 Uhr | Punkte: Bach 6 |        | Punkte: Mauriņa, Korzāne 3 |          | Cracovia Arena Schiedsrichter: Borka Srdić (SLO), Karolina Radinović (MNE) |
| 23. Juni 2023 20:20 Uhr |                |        |                            |          | Cracovia Arena Schiedsrichter: Borka Srdić (SLO), Karolina Radinović (MNE) |

| 23. Juni 2023 20:45 Uhr |                     | Tschechien | 9 – 14               | Frankreich | Cracovia Arena Schiedsrichter: Karolina Radinović (MNE), Henning Frölich (GER) |
| 23. Juni 2023 20:45 Uhr |                     |            |                      |            | Cracovia Arena Schiedsrichter: Karolina Radinović (MNE), Henning Frölich (GER) |
| 23. Juni 2023 20:45 Uhr | Punkte: Motyčková 5 |            | Punkte: Ngo Ndjock 5 |            | Cracovia Arena Schiedsrichter: Karolina Radinović (MNE), Henning Frölich (GER) |
| 23. Juni 2023 20:45 Uhr |                     |            |                      |            | Cracovia Arena Schiedsrichter: Karolina Radinović (MNE), Henning Frölich (GER) |

#### Gruppe B
| Platz | Nation       | Spiele | Siege | Ndlg. | Körbe | Diff. | Ø Punkte |
| ----- | ------------ | ------ | ----- | ----- | ----- | ----- | -------- |
| 1.    | Rumänien     | 3      | 3     | 0     | 47:39 | +8    | 15,7     |
| 2.    | Österreich   | 3      | 2     | 1     | 49:42 | +7    | 16,3     |
| 3.    | Deutschland  | 3      | 1     | 2     | 47:45 | +2    | 15,7     |
| 4.    | Griechenland | 3      | 0     | 3     | 32:47 | −15   | 10,7     |

| 21. Juni 2023 9:30 Uhr |                   | Griechenland | 12 – 17            | Deutschland | Cracovia Arena Schiedsrichter: Marcell Földesi (HUN), Katarzyna Zuchowicz (POL) |
| 21. Juni 2023 9:30 Uhr |                   |              |                    |             | Cracovia Arena Schiedsrichter: Marcell Földesi (HUN), Katarzyna Zuchowicz (POL) |
| 21. Juni 2023 9:30 Uhr | Punkte: Tsineke 7 |              | Punkte: Reichert 9 |             | Cracovia Arena Schiedsrichter: Marcell Földesi (HUN), Katarzyna Zuchowicz (POL) |
| 21. Juni 2023 9:30 Uhr |                   |              |                    |             | Cracovia Arena Schiedsrichter: Marcell Földesi (HUN), Katarzyna Zuchowicz (POL) |

| 21. Juni 2023 9:55 Uhr |                | Rumänien | 17 – 14              | Österreich | Cracovia Arena Schiedsrichter: Marcell Földesi (HUN), Borka Srdić (SLO) |
| 21. Juni 2023 9:55 Uhr |                |          |                      |            | Cracovia Arena Schiedsrichter: Marcell Földesi (HUN), Borka Srdić (SLO) |
| 21. Juni 2023 9:55 Uhr | Punkte: Kim 12 |          | Punkte: Kalaydjiev 7 |            | Cracovia Arena Schiedsrichter: Marcell Földesi (HUN), Borka Srdić (SLO) |
| 21. Juni 2023 9:55 Uhr |                |          |                      |            | Cracovia Arena Schiedsrichter: Marcell Földesi (HUN), Borka Srdić (SLO) |

| 21. Juni 2023 11:20 Uhr |                  | Griechenland | 8 – 15               | Österreich | Cracovia Arena Schiedsrichter: Katarzyna Zuchowicz (POL), Borka Srdić (SLO) |
| 21. Juni 2023 11:20 Uhr |                  |              |                      |            | Cracovia Arena Schiedsrichter: Katarzyna Zuchowicz (POL), Borka Srdić (SLO) |
| 21. Juni 2023 11:20 Uhr | Punkte: Stoupa 6 |              | Punkte: Kalaydjiev 6 |            | Cracovia Arena Schiedsrichter: Katarzyna Zuchowicz (POL), Borka Srdić (SLO) |
| 21. Juni 2023 11:20 Uhr |                  |              |                      |            | Cracovia Arena Schiedsrichter: Katarzyna Zuchowicz (POL), Borka Srdić (SLO) |

| 21. Juni 2023 11:45 Uhr |                    | Deutschland | 13 – 15       | Rumänien | Cracovia Arena Schiedsrichter: Marcell Földesi (HUN), Borka Srdić (SLO) |
| 21. Juni 2023 11:45 Uhr |                    |             |               |          | Cracovia Arena Schiedsrichter: Marcell Földesi (HUN), Borka Srdić (SLO) |
| 21. Juni 2023 11:45 Uhr | Punkte: Reichert 6 |             | Punkte: Kim 9 |          | Cracovia Arena Schiedsrichter: Marcell Földesi (HUN), Borka Srdić (SLO) |
| 21. Juni 2023 11:45 Uhr |                    |             |               |          | Cracovia Arena Schiedsrichter: Marcell Földesi (HUN), Borka Srdić (SLO) |

| 23. Juni 2023 13:30 Uhr |                         | Rumänien | 15 – 12                            | Griechenland | Cracovia Arena Schiedsrichter: Marcell Földesi (HUN), Katarzyna Zuchowicz (POL) |
| 23. Juni 2023 13:30 Uhr |                         |          |                                    |              | Cracovia Arena Schiedsrichter: Marcell Földesi (HUN), Katarzyna Zuchowicz (POL) |
| 23. Juni 2023 13:30 Uhr | Punkte: Kim, Virjoghe 6 |          | Punkte: Anastasopoulou, Mylonaki 4 |              | Cracovia Arena Schiedsrichter: Marcell Földesi (HUN), Katarzyna Zuchowicz (POL) |
| 23. Juni 2023 13:30 Uhr |                         |          |                                    |              | Cracovia Arena Schiedsrichter: Marcell Földesi (HUN), Katarzyna Zuchowicz (POL) |

| 23. Juni 2023 13:55 Uhr |                   | Österreich | 20 – 17                   | Deutschland | Cracovia Arena Schiedsrichter: Darius Šomka (LTU), Veronika Malčeková (SVK) |
| 23. Juni 2023 13:55 Uhr |                   |            |                           |             | Cracovia Arena Schiedsrichter: Darius Šomka (LTU), Veronika Malčeková (SVK) |
| 23. Juni 2023 13:55 Uhr | Punkte: Neumann 8 |            | Punkte: Reichert, Poros 7 |             | Cracovia Arena Schiedsrichter: Darius Šomka (LTU), Veronika Malčeková (SVK) |
| 23. Juni 2023 13:55 Uhr |                   |            |                           |             | Cracovia Arena Schiedsrichter: Darius Šomka (LTU), Veronika Malčeková (SVK) |

#### Gruppe C
| Platz | Nation  | Spiele | Siege | Ndlg. | Körbe | Diff. | Ø Punkte |
| ----- | ------- | ------ | ----- | ----- | ----- | ----- | -------- |
| 1.    | Litauen | 3      | 3     | 0     | 62:54 | +8    | 20,7     |
| 2.    | Polen   | 3      | 1     | 2     | 51:54 | −3    | 17,0     |
| 3.    | Ukraine | 3      | 1     | 2     | 46:51 | −5    | 15,3     |
| 4.    | Estland | 3      | 1     | 2     | 45:50 | −5    | 15,0     |

| 22. Juni 2023 18:30 Uhr |                    | Polen | 16 – 19            | Ukraine | Cracovia Arena Schiedsrichter: Borka Srdić (SLO), Michail Vanglovskij (LTU) |
| 22. Juni 2023 18:30 Uhr |                    |       |                    |         | Cracovia Arena Schiedsrichter: Borka Srdić (SLO), Michail Vanglovskij (LTU) |
| 22. Juni 2023 18:30 Uhr | Punkte: Morawiec 6 |       | Punkte: Uro-Nile 8 |         | Cracovia Arena Schiedsrichter: Borka Srdić (SLO), Michail Vanglovskij (LTU) |
| 22. Juni 2023 18:30 Uhr |                    |       |                    |         | Cracovia Arena Schiedsrichter: Borka Srdić (SLO), Michail Vanglovskij (LTU) |

| 22. Juni 2023 18:55 Uhr |                      | Litauen | 21 – 16            | Estland | Cracovia Arena Schiedsrichter: Karolina Radinović (MNE), Henning Frölich (GER) |
| 22. Juni 2023 18:55 Uhr |                      |         |                    |         | Cracovia Arena Schiedsrichter: Karolina Radinović (MNE), Henning Frölich (GER) |
| 22. Juni 2023 18:55 Uhr | Punkte: Nacickaitė 9 |         | Punkte: Kosareva 5 |         | Cracovia Arena Schiedsrichter: Karolina Radinović (MNE), Henning Frölich (GER) |
| 22. Juni 2023 18:55 Uhr |                      |         |                    |         | Cracovia Arena Schiedsrichter: Karolina Radinović (MNE), Henning Frölich (GER) |

| 22. Juni 2023 20:20 Uhr |                | Estland | 14 – 13             | Ukraine | Cracovia Arena Schiedsrichter: Henning Frölich (GER), Michail Vanglovskij (LTU) |
| 22. Juni 2023 20:20 Uhr |                |         |                     |         | Cracovia Arena Schiedsrichter: Henning Frölich (GER), Michail Vanglovskij (LTU) |
| 22. Juni 2023 20:20 Uhr | Punkte: Sepp 9 |         | Punkte: Uro-Nilie 6 |         | Cracovia Arena Schiedsrichter: Henning Frölich (GER), Michail Vanglovskij (LTU) |
| 22. Juni 2023 20:20 Uhr |                |         |                     |         | Cracovia Arena Schiedsrichter: Henning Frölich (GER), Michail Vanglovskij (LTU) |

| 22. Juni 2023 20:45 Uhr |                       | Litauen | 20 – 19            | Polen | Cracovia Arena Schiedsrichter: Borka Srdić (SLO), Karolina Radinović (MNE) |
| 22. Juni 2023 20:45 Uhr |                       |         |                    |       | Cracovia Arena Schiedsrichter: Borka Srdić (SLO), Karolina Radinović (MNE) |
| 22. Juni 2023 20:45 Uhr | Punkte: Nacickaitė 12 |         | Punkte: Morawiec 7 |       | Cracovia Arena Schiedsrichter: Borka Srdić (SLO), Karolina Radinović (MNE) |
| 22. Juni 2023 20:45 Uhr |                       |         |                    |       | Cracovia Arena Schiedsrichter: Borka Srdić (SLO), Karolina Radinović (MNE) |

| 23. Juni 2023 18:30 Uhr |                                  | Polen | 16 – 15              | Estland | Cracovia Arena Schiedsrichter: Henning Frölich (GER), Michail Vanglovskij (LTU) |
| 23. Juni 2023 18:30 Uhr |                                  |       |                      |         | Cracovia Arena Schiedsrichter: Henning Frölich (GER), Michail Vanglovskij (LTU) |
| 23. Juni 2023 18:30 Uhr | Punkte: Morawiec, Marcinkowska 5 |       | Punkte: Sepp, Lass 5 |         | Cracovia Arena Schiedsrichter: Henning Frölich (GER), Michail Vanglovskij (LTU) |
| 23. Juni 2023 18:30 Uhr |                                  |       |                      |         | Cracovia Arena Schiedsrichter: Henning Frölich (GER), Michail Vanglovskij (LTU) |

| 23. Juni 2023 18:55 Uhr |                              | Ukraine | 14 – 21              | Litauen | Cracovia Arena Schiedsrichter: Borka Srdić (SLO), Karolina Radinović (MNE) |
| 23. Juni 2023 18:55 Uhr |                              |         |                      |         | Cracovia Arena Schiedsrichter: Borka Srdić (SLO), Karolina Radinović (MNE) |
| 23. Juni 2023 18:55 Uhr | Punkte: Uro-Nilie, Mollowa 6 |         | Punkte: Nacickaitė 8 |         | Cracovia Arena Schiedsrichter: Borka Srdić (SLO), Karolina Radinović (MNE) |
| 23. Juni 2023 18:55 Uhr |                              |         |                      |         | Cracovia Arena Schiedsrichter: Borka Srdić (SLO), Karolina Radinović (MNE) |

#### Gruppe D
| Platz | Nation      | Spiele | Siege | Ndlg. | Körbe | Diff. | Ø Punkte |
| ----- | ----------- | ------ | ----- | ----- | ----- | ----- | -------- |
| 1.    | Spanien     | 3      | 3     | 0     | 64:29 | +35   | 21,3     |
| 2.    | Israel      | 3      | 1     | 2     | 49:60 | −11   | 16,3     |
| 3.    | Niederlande | 3      | 1     | 2     | 47:55 | −8    | 15,7     |
| 4.    | Schweiz     | 3      | 1     | 2     | 43:59 | −16   | 14,3     |

| 22. Juni 2023 13:30 Uhr |                          | Niederlande | 20 – 14           | Schweiz | Cracovia Arena Schiedsrichter: Darius Šomka (LTU), Veronika Malčeková (SVK) |
| 22. Juni 2023 13:30 Uhr |                          |             |                   |         | Cracovia Arena Schiedsrichter: Darius Šomka (LTU), Veronika Malčeková (SVK) |
| 22. Juni 2023 13:30 Uhr | Punkte: Klerx, Hayford 7 |             | Punkte: Ikateka 7 |         | Cracovia Arena Schiedsrichter: Darius Šomka (LTU), Veronika Malčeková (SVK) |
| 22. Juni 2023 13:30 Uhr |                          |             |                   |         | Cracovia Arena Schiedsrichter: Darius Šomka (LTU), Veronika Malčeková (SVK) |

| 22. Juni 2023 13:55 Uhr |                       | Spanien | 21 – 12          | Israel | Cracovia Arena Schiedsrichter: Katarzyna Zuchowicz (POL), Darius Šomka (LTU) |
| 22. Juni 2023 13:55 Uhr |                       |         |                  |        | Cracovia Arena Schiedsrichter: Katarzyna Zuchowicz (POL), Darius Šomka (LTU) |
| 22. Juni 2023 13:55 Uhr | Punkte: Oma, Muhate 7 |         | Punkte: Nesher 8 |        | Cracovia Arena Schiedsrichter: Katarzyna Zuchowicz (POL), Darius Šomka (LTU) |
| 22. Juni 2023 13:55 Uhr |                       |         |                  |        | Cracovia Arena Schiedsrichter: Katarzyna Zuchowicz (POL), Darius Šomka (LTU) |

| 22. Juni 2023 15:20 Uhr |                   | Schweiz | 20 – 17         | Israel | Cracovia Arena Schiedsrichter: Marcell Földesi (HUN), Katarzyna Zuchowicz (POL) |
| 22. Juni 2023 15:20 Uhr |                   |         |                 |        | Cracovia Arena Schiedsrichter: Marcell Földesi (HUN), Katarzyna Zuchowicz (POL) |
| 22. Juni 2023 15:20 Uhr | Punkte: Jacquot 9 |         | Punkte: Kayuf 9 |        | Cracovia Arena Schiedsrichter: Marcell Földesi (HUN), Katarzyna Zuchowicz (POL) |
| 22. Juni 2023 15:20 Uhr |                   |         |                 |        | Cracovia Arena Schiedsrichter: Marcell Földesi (HUN), Katarzyna Zuchowicz (POL) |

| 22. Juni 2023 15:45 Uhr |                 | Niederlande | 8 – 21                | Spanien | Cracovia Arena Schiedsrichter: Veronika Malčeková (SVK), Darius Šomka (LTU) |
| 22. Juni 2023 15:45 Uhr |                 |             |                       |         | Cracovia Arena Schiedsrichter: Veronika Malčeková (SVK), Darius Šomka (LTU) |
| 22. Juni 2023 15:45 Uhr | Punkte: Klerx 4 |             | Punkte: Oma, Muhate 7 |         | Cracovia Arena Schiedsrichter: Veronika Malčeková (SVK), Darius Šomka (LTU) |
| 22. Juni 2023 15:45 Uhr |                 |             |                       |         | Cracovia Arena Schiedsrichter: Veronika Malčeková (SVK), Darius Šomka (LTU) |

| 23. Juni 2023 15:20 Uhr |                  | Spanien | 22 – 9            | Schweiz | Cracovia Arena Schiedsrichter: Darius Šomka (LTU), Marcell Földesi (HUN) |
| 23. Juni 2023 15:20 Uhr |                  |         |                   |         | Cracovia Arena Schiedsrichter: Darius Šomka (LTU), Marcell Földesi (HUN) |
| 23. Juni 2023 15:20 Uhr | Punkte: Prieto 9 |         | Punkte: Jacquot 5 |         | Cracovia Arena Schiedsrichter: Darius Šomka (LTU), Marcell Földesi (HUN) |
| 23. Juni 2023 15:20 Uhr |                  |         |                   |         | Cracovia Arena Schiedsrichter: Darius Šomka (LTU), Marcell Földesi (HUN) |

| 23. Juni 2023 15:45 Uhr |                              | Israel | 20 – 19            | Niederlande | Cracovia Arena Schiedsrichter: Veronika Malčeková (SVK), Darius Šomka (LTU) |
| 23. Juni 2023 15:45 Uhr |                              |        |                    |             | Cracovia Arena Schiedsrichter: Veronika Malčeková (SVK), Darius Šomka (LTU) |
| 23. Juni 2023 15:45 Uhr | Punkte: Kesten Raz, Nesher 8 |        | Punkte: Boonstra 8 |             | Cracovia Arena Schiedsrichter: Veronika Malčeková (SVK), Darius Šomka (LTU) |
| 23. Juni 2023 15:45 Uhr |                              |        |                    |             | Cracovia Arena Schiedsrichter: Veronika Malčeková (SVK), Darius Šomka (LTU) |

### Finalrunde
|  | Viertelfinale | Viertelfinale | Viertelfinale |  |  | Halbfinale | Halbfinale | Halbfinale |    |         | Spiel um Gold   | Spiel um Gold   | Spiel um Gold   |
|  |               |               |               |  |  |            |            |            |    |         |                 |                 |                 |
|  |               |               |               |  |  |            |            |            |    |         |                 |                 |                 |
|  | A1            | Frankreich    | 19            |  |  |            |            |            |    |         |                 |                 |                 |
|  | C2            | Polen         | 10            |  |  | A1         | Frankreich | 20         |    |         |                 |                 |                 |
|  |               |               |               |  |  | D1         | Spanien    | 11         |    |         |                 |                 |                 |
|  | D1            | Spanien       | 19            |  |  |            |            |            |    |         |                 |                 |                 |
|  | B2            | Österreich    | 16            |  |  | A1         | Frankreich | 16         |    |         |                 |                 |                 |
|  |               |               |               |  |  |            | C1         | Litauen    | 19 |         |                 |                 |                 |
|  | B1            | Rumänien      | 21            |  |  |            |            |            |    |         |                 |                 |                 |
|  | D2            | Israel        | 11            |  |  | B1         | Rumänien   | 13         |    |         |                 |                 |                 |
|  |               |               |               |  |  | C1         | Litauen    | 16         |    |         | Spiel um Bronze | Spiel um Bronze | Spiel um Bronze |
|  | C1            | Litauen       | 21            |  |  |            |            |            | D1 | Spanien | 21              |                 |                 |
|  | A2            | Tschechien    | 7             |  |  | B1         | Rumänien   | 15         |    |         |                 |                 |                 |

#### Viertelfinale
| 24. Juni 2023 13:30 Uhr |                | Frankreich | 19 – 10            | Polen | Cracovia Arena Schiedsrichter: Darius Šomka (LTU), Michail Vanglovskij (LTU) |
| 24. Juni 2023 13:30 Uhr |                |            |                    |       | Cracovia Arena Schiedsrichter: Darius Šomka (LTU), Michail Vanglovskij (LTU) |
| 24. Juni 2023 13:30 Uhr | Punkte: Mané 8 |            | Punkte: Morawiec 6 |       | Cracovia Arena Schiedsrichter: Darius Šomka (LTU), Michail Vanglovskij (LTU) |
| 24. Juni 2023 13:30 Uhr |                |            |                    |       | Cracovia Arena Schiedsrichter: Darius Šomka (LTU), Michail Vanglovskij (LTU) |

| 24. Juni 2023 13:55 Uhr |               | Spanien | 19 – 16           | Österreich | Cracovia Arena Schiedsrichter: Henning Frölich (GER), Marcell Földesi (HUN) |
| 24. Juni 2023 13:55 Uhr |               |         |                   |            | Cracovia Arena Schiedsrichter: Henning Frölich (GER), Marcell Földesi (HUN) |
| 24. Juni 2023 13:55 Uhr | Punkte: Oma 8 |         | Punkte: Neumann 5 |            | Cracovia Arena Schiedsrichter: Henning Frölich (GER), Marcell Földesi (HUN) |
| 24. Juni 2023 13:55 Uhr |               |         |                   |            | Cracovia Arena Schiedsrichter: Henning Frölich (GER), Marcell Földesi (HUN) |

| 24. Juni 2023 15:20 Uhr |                | Rumänien | 21 – 11              | Israel | Cracovia Arena Schiedsrichter: Veronika Malčeková (SVK), Katarzyna Zuchowicz (POL) |
| 24. Juni 2023 15:20 Uhr |                |          |                      |        | Cracovia Arena Schiedsrichter: Veronika Malčeková (SVK), Katarzyna Zuchowicz (POL) |
| 24. Juni 2023 15:20 Uhr | Punkte: Kim 11 |          | Punkte: Kesten Raz 5 |        | Cracovia Arena Schiedsrichter: Veronika Malčeková (SVK), Katarzyna Zuchowicz (POL) |
| 24. Juni 2023 15:20 Uhr |                |          |                      |        | Cracovia Arena Schiedsrichter: Veronika Malčeková (SVK), Katarzyna Zuchowicz (POL) |

| 24. Juni 2023 15:45 Uhr |                      | Litauen | 21 – 7                        | Tschechien | Cracovia Arena Schiedsrichter: Henning Frölich (GER), Veronika Malčeková (SVK) |
| 24. Juni 2023 15:45 Uhr |                      |         |                               |            | Cracovia Arena Schiedsrichter: Henning Frölich (GER), Veronika Malčeková (SVK) |
| 24. Juni 2023 15:45 Uhr | Punkte: Nacickaitė 9 |         | Punkte: Galíčková, Levínská 3 |            | Cracovia Arena Schiedsrichter: Henning Frölich (GER), Veronika Malčeková (SVK) |
| 24. Juni 2023 15:45 Uhr |                      |         |                               |            | Cracovia Arena Schiedsrichter: Henning Frölich (GER), Veronika Malčeková (SVK) |

#### Halbfinale
| 24. Juni 2023 18:30 Uhr |                       | Frankreich | 20 – 11       | Spanien | Cracovia Arena Schiedsrichter: Borka Srdić (SLO), Karolina Radinović (MNE) |
| 24. Juni 2023 18:30 Uhr |                       |            |               |         | Cracovia Arena Schiedsrichter: Borka Srdić (SLO), Karolina Radinović (MNE) |
| 24. Juni 2023 18:30 Uhr | Punkte: Djekoundade 8 |            | Punkte: Oma 4 |         | Cracovia Arena Schiedsrichter: Borka Srdić (SLO), Karolina Radinović (MNE) |
| 24. Juni 2023 18:30 Uhr |                       |            |               |         | Cracovia Arena Schiedsrichter: Borka Srdić (SLO), Karolina Radinović (MNE) |

| 24. Juni 2023 18:55 Uhr |               | Rumänien | 13 – 16              | Litauen | Cracovia Arena Schiedsrichter: Karolina Radinović (MNE), Henning Frölich (GER) |
| 24. Juni 2023 18:55 Uhr |               |          |                      |         | Cracovia Arena Schiedsrichter: Karolina Radinović (MNE), Henning Frölich (GER) |
| 24. Juni 2023 18:55 Uhr | Punkte: Kim 8 |          | Punkte: Nacickaitė 6 |         | Cracovia Arena Schiedsrichter: Karolina Radinović (MNE), Henning Frölich (GER) |
| 24. Juni 2023 18:55 Uhr |               |          |                      |         | Cracovia Arena Schiedsrichter: Karolina Radinović (MNE), Henning Frölich (GER) |

#### Finale
| 24. Juni 2023 21:10 Uhr |                    | Frankreich | 16 – 19              | Litauen | Cracovia Arena Schiedsrichter: Borka Srdić (SLO), Karolina Radinović (MNE) |
| 24. Juni 2023 21:10 Uhr |                    |            |                      |         | Cracovia Arena Schiedsrichter: Borka Srdić (SLO), Karolina Radinović (MNE) |
| 24. Juni 2023 21:10 Uhr | Punkte: Limouzin 8 |            | Punkte: Nacickaitė 8 |         | Cracovia Arena Schiedsrichter: Borka Srdić (SLO), Karolina Radinović (MNE) |
| 24. Juni 2023 21:10 Uhr |                    |            |                      |         | Cracovia Arena Schiedsrichter: Borka Srdić (SLO), Karolina Radinović (MNE) |

#### Spiel um Bronze
| 24. Juni 2023 20:20 Uhr |               | Spanien | 21 – 15              | Rumänien | Cracovia Arena Schiedsrichter: Veronika Malčeková (SVK), Katarzyna Zuchowicz (POL) |
| 24. Juni 2023 20:20 Uhr |               |         |                      |          | Cracovia Arena Schiedsrichter: Veronika Malčeková (SVK), Katarzyna Zuchowicz (POL) |
| 24. Juni 2023 20:20 Uhr | Punkte: Oma 9 |         | Punkte: Kim, Podar 7 |          | Cracovia Arena Schiedsrichter: Veronika Malčeková (SVK), Katarzyna Zuchowicz (POL) |
| 24. Juni 2023 20:20 Uhr |               |         |                      |          | Cracovia Arena Schiedsrichter: Veronika Malčeková (SVK), Katarzyna Zuchowicz (POL) |